# Gigantosaurus
Gigantosaurus Gigantosaurus (từ tiếng Hy Lạp "Γίγας" và "σαυρος", nghĩa là "thằn lằn khổng lồ") là một chi khủng long sauropoda sống vào thời kỳ Jura muộn tại thành hệ Kimmeridge Clay của Anh. Loài điển hình, Gigantosaurus megalonyx, được đặt tên và mô tả bởi Harry Govier Seeley năm 1869.